# Солдотна (Аљаска)
Солдотна (енгл. Soldotna) град је у америчкој савезној држави Аљаска.

## Демографија
По попису из 2010. године број становника је 4.163, што је 404 (10,7%) становника више него 2000. године.
| Група             | 2000.         | 2010.         |
| Белци             | 3.242 (86,2%) | 3.477 (83,5%) |
| Афроамериканци    | 11 (0,3%)     | 11 (0,3%)     |
| Азијати           | 65 (1,7%)     | 66 (1,6%)     |
| Хиспаноамериканци | 121 (3,2%)    | 163 (3,9%)    |
| Укупно            | 3.759         | 4.163         |